# Lactarius oculatus
Lactarius oculatus é um fungo que pertence ao gênero de cogumelos Lactarius na ordem Russulales. Encontrado na América do Norte, foi descrito cientificamente por Gertrude Simmons Burlingham em 1907.